# Wolfgang Richter (Schachspieler)
Wolfgang Richter (* 20. Februar 1968 in Essen) ist ein deutscher Schachspieler und Träger des Titels Internationaler Meister.
1989 wurde er nordrhein-westfälischer Einzelmeister im Blitzschach. In der deutschen 1. Bundesliga spielte er in der Saison 1991/92 für die SG Bochum 31, in der Saison 1992/93 für den Bielefelder SK, seit der Saison 2014/15 spielt er für den FC Bayern München. Seine Elo-Zahl beträgt 2387 (Stand März 2016); seine bisher höchste Elo-Zahl war 2465 von Juli 1993 bis Juni 1996.